# Jaime Alguersuari
Jaime Víctor Alguersuari Escudero (Barcelona, 1990. március 23. –) spanyol autóversenyző, korábbi Formula–1-es pilóta. 2008-ban a brit Formula–3-ban minden idők legfiatalabb bajnokává avatták. Részt vett a Race of Champions gálán is, ahol Mark Webber volt a csapattársa.
Mivel a Toro Rosso Formula–1-es istálló menesztette 2009-ben a francia Sébastien Bourdaist, Alguersuarinak megadatott a lehetőség, hogy bemutatkozzon a magyar nagydíjon; 19 évével és 125 napjával ő lett az addigi legfiatalabban debütáló Formula–1-es pilóta (ezt a rekordját később Max Verstappen megdöntötte).

## Karrierje

### Gokartban töltött évek
Családja jóvoltából érintette meg a motorsportok szeretete. 8 éves korától a katalóniai gokartbajnokságban edződött, s a család anyagi befektetését siker koronázta, felfigyeltek rá a szakemberek. 2003-ban belekóstolt az európai vérkeringésbe, a legnívósabbként jegyzett olasz Junior ICA bajnokságban szerzett további rutint, 5 pontot gyűjtött első évében, amivel az összesített 26. helyen végzett. Érdekesség, hogy a bajnokság majdani F1-es csapattársa, Sébastien Buemi sikerével ért véget.
A junior Európa-bajnokságon a 27. helyen ért célba. Első jelentős sikere is ehhez az évhez köthető, megnyerte a Copa Campeones Trophy-t a juniorok között.
2004-ben megvédte címét, de mindez eltörpült a Spanyol ICA-gokart sorozatban aratott diadala mögött. Fejlődését jelzi, hogy másodjára a 4. helyen végzett az olasz bajnokságban. Európa legjobbjai ellen is szemléletes fejlődést mutatott, a 7. helyet tudta megcsípni.
Utolsó kartban töltött szezonja méltó zárása volt pályafutása ezen szakaszának. 2005-ben újra megnyerte a spanyol bajnokságot, az Ázsia- Óceániai Bajnokságon a második, az olasz sorozatot pedig a harmadik helyen zárta. Az Európa-bajnokság 2005-ben sem sikerült fényesre, utolsó előttiként ért csak célba.

### Alacsonyabb formaautós szériák
Már 2005-ben próbálkozott formaautóban, nem is megalapozatlanul, hiszen a Formula Junior 1600 olasz szériájában az előkelő harmadik helyet sikerült megkaparintania. Kétszer futamot is sikerült nyernie, ezt megelőzően a szériában ilyen fiatalon senkinek nem sikerült ez a bravúr. Emellett még két futam erejéig a Formula Renault 2.0 Euroseriesben is szerepelt, de a mezőny még túl erősnek bizonyult.
A 2005-ös sikerek megalapozták pályafutásának igazán felívelő szakaszát.  Ötéves  szerződést kötött a Red Bull Racing istállóval, amelynek keretében garanciát kapott arra, hogy amennyiben töretlen marad fejlődése, a kontraktus végéig ülést biztosítanak számára az F1-ben.
2006-ban végig az Olasz Formula–Renault bajnokságban szerepelt, 56 pontjával a 10. helyet tudta megszerezni, azonban felállhatott egy alkalommal a dobogóra, ebben a műfajban is ő minden idők legfiatalabbja. Ugyanezen kategória téli versenysorozatán viszont meggyőző fölénnyel diadalmaskodott, Alguersuari mind a négy futamot megnyerte.
A Formula Renault 2.0 Európa Kupában 24 pontot gyűjtött, ez a 12. helyre volt elegendő a végelszámolásnál. Itt is egyszer állhatott fel dobogóra, amivel a még mindig csak 16 esztendős fiatalember szintén rekordot döntött.
2007-ben újabb nagy lépést tett az F1 felé. Az Epsilon Red Bull Team színeiben az európai Formula Renault 2.0-sban már az 5. helyig meg sem állt (2 dobogós helyezés és 67 pont a mérlege), ebben az évben egyébként a szintén Red Bull-nevelés, Brendon Hartley nyerte toronymagasan ezt a szériát. Az Olasz Formula–Renault bajnokságban viszont visszavágott Hartleynak (3 győzelem, 3 pole, 7 dobogó, 2 leggyorsabb kör), és csak nagy csatában kapott ki a szintén Red Bull- kötődésű finn versenyzőtől, Mika Mäkitől.
2008 volt a kiugrás éve. A Renault 2.0-s sorozatok után keményebb diót kellett feltörnie, következett az Formula–3. A spanyol Formula–3-as bajnokság-ban a 7. helyen végzett 60 megszerzett pontjával (3 győzelem, 2 pole, 4 dobogó, 1 leggyorsabb kör).
Az átütő sikerült azonban egy jóval magasabban jegyzett bajnokság, a Brit Formula–3 hozta meg. A Carlin Motorsport csapatával nagy fölénnyel megnyerte a nívos sorozatot (5 győzelem, 6 pole, 12 dobogó, 5 leggyorsabb kör, 251 pont). Jutalma nem volt kevesebb, mint tesztelési lehetőség a Red Bull F1-es autójával.
Az évente rendezett Masters of Formula 3-on a 8., a nevezetes Macau Grand Prix-n pedig a 10. helyen futott be.
Részt vett a Race of Champions gálán is, ahol a kerékpárbalesete miatt kidőlő Mark Webbert helyettesítette. A Superbike-világbajnokságot három alkalommal elhódító Troy Bayliss oldalán szerepelt az "All Stars" nevű csapatban. Alguersuari már az első fordulóban kiesett, ellenfele azonban nem volt kisebb, mint a NASCAR 2008-as ezüstérmes, Carl Edwards.
Noha hírbe hozták a Scuderia Toro Rosso istállóval, a 2009-es évet a World Series by Renault sorozatban kezdte meg, ugyancsak a Carlin Motorsport színeiben. Nehezen szokta meg az új kategóriát, de rendszeresen a legjobb 10 között foglalt helyet. A Bugatti Circuit-en rendezett második futamon állhatott fel először dobogóra.
F1-es karrierjének kezdetén sem hagyta abba szereplését ebben a kategóriában, mivel a két sorozat versenyei nem ütötték egymást időben. F1-es debütálása utáni héten Autódromo Internacional do Algarveban, előbb megszerezte első pole-pozícióját, majd a második futamon sikerült végre nyernie. A nürnburgringi megmérettetésen előbb egy 5., majd egy 6. hellyel örvendeztette meg szurkolóit, de mivel ellenlábasai remekeltek a hétvégén, visszacsúszott a tabella negyedik helyére, két futammal a szezon vége előtt. Az aragóniai versenypályán betlizett, mindössze 3 pontot gyűjtött két verseny alatt (a 2. futamon a harmadik pozícióban haladva esett ki), ezzel csak a 6. helyezést tudta megszerezni összetettben.

### A Formula–1-ben

#### 2009
Red Bull utánpótlás programjának keretében először 2008 májusában adatott meg Alguersuarinak, hogy aerodinamikai teszten kipróbálhasson F1-es versenyautót.
2009. július 1-jétől Alguersuari váltotta Brendon Hartley-t a Red Bull Racing és a Scuderia Toro Rosso új tartalékversenyzőjeként, a kontraktus fél évre szólt.
A sorozatos gyenge eredmények miatt a német nagydíjat követően a Toro Rosso elbocsátotta a francia Sébastien Bourdaist. Négy nappal később a csapat vezetősége úgy döntött, hogy Alguersuari mutatkozhat be magyar nagydíjon, amire az FIA is rábólintott. A futam napján 19 éves és 125 napos volt, ezzel ő lett a Formula–1 addigi történelmének legfiatalabb újonca.
Élete első versenyén az utolsó rajtkockából indult, csapattársától, Sébastien Buemitől 8 tized másodperccel maradt el az időmérő edzésen. A futamon jól tartotta magát, stabil tempóban hibátlan versenyt futott, végül Buemit is maga mögé utasította, így a 15. helyen végzett körhátrányban.
A Valenciában rendezett európai nagydíj máris komoly előrelépést jelentett számára. A 19. helyre kvalifikálta magát, megelőzve a Ferrarit vezető Luca Badoert, az élről rajtoló Lewis Hamilton Q1-es idejétől kevesebb, mint fél másodperccel maradt csak el. Hazai futamán is hozta hibátlan formáját, s a középmezőny tempóját végig tartva a 16. helyen, körhátrányban intette le a kockás zászló.
A belga nagydíjon a 17. rajtkockából startolt, Buemivel szembeni hátránya már nem érte el az 1 tized másodpercet sem. A szép reményekkel kecsegtető futam azonban hamar véget ért számára, miután a Les Combes nevű kanyarkombinációban nekiütközött Lewis Hamilton autójának hátuljába, ezzel eltört bal első felfüggesztése.
Az olasz nagydíj sem sikerült túl fényesre, egész hétvégén gondja volt az autó vezethetőségével, az időmérőn a 20. helyet tudta csak megszerezni, csapattársától is meglehetősen sok, 7 tizedes hátrányt szedett össze. A versenynek a boxból vágott neki, mivel módosították a motorhűtést és a hátsó szárnyán is változtattak az utolsó pillanatokban. Végig Buemi mögött haladt, mígnem a 20. körben a váltó meghibásodása miatt fel kellett adnia a versenyt.
A szingapúri hétvégén jóval versenyképes csomag állt rendelkezésére, és noha közel 7 tizeddel maradt el csapattársa eredményétől, a 17. rajtkockával megismételte addigi legjobb eredményét, többek közt a Ferrarit vezető Fisichellát is maga mögé sikerült utasítania. (Heidfeld későbbi büntetése miatt a 16. helyről indulhatott.) A verseny első szakaszában magabiztosan tartotta mögött jóval gyorsabb ellenfeleit, Sutil azonban besokallt, majd ütközött Heidfelddel. Ezt követően a SC a pályára, Alguersuari pedig a boxba érkezett. Ott azonban idő előtt indult volna vissza a pályára, hibáját a tankolócső bánta. Nem sokkal később, a 48. körben a jobb első fék hibája miatt ezt a versenyt sem sikerült befejeznie.
A rendkívül technikás Szuzuka komoly kihívás elé állította, különösen úgy, hogy korábban még nem versenyzett ezen a pályán, az esőzések folytán pedig csak szombat délelőtt próbálhatta ki a pálya határait. Az időmérőn kiderül, saját határát túlfeszítette, ugyanis noha pályafutása során először túljutott a Q1-en, a második szekció első körében, kemény keveréken elvesztette uralmát versenygépe felett a Degner 2-es jobbos döntött kanyarban, így nagy sebességgel, frontálisan a gumifalba csapódott. Szerencséjére semmi baja nem esett, de kocsiját is újjá tudták építeni, így rajthoz állhatott a másnapi futamon. (A később kirótt büntetések révén előlépett a 12. rajtkockába.) A versenyen elfogadható rajtot követően stabil tempót diktált, mígnem a 45. körben bőven 300 km/h feletti tempónál, a hírhedt 130R jobbos ívben a szemközti gumifalba csapódott. A versenyző sértetlenül szállt ki autójából.
A brazil nagydíj kaotikus időmérőjén a bravúros 12. helyet sikerült megszereznie, a versenyen az első körös kieséseknek köszönhetően pontszerző helyről várhatta a biztonsági autó távozását. Alguersuarit a következő körökben a mezőny nagy része megelőzte, s végül körhátrányban az utolsó, 14. helyen intette le Felipe Massa.
A szezon utolsó időmérőjén újra beverekedte magát a Q2-be, Kovalainen rajtbüntetése miatt egy rajtkockát előreléphetett, a 14. helyről indulhatott. Jól rajtolt, ám az első körben a tülekedés folytán a 19-es kanyarban elhagyta a pályát, így a mezőny végére zuhant. A továbbiakban sebességváltójára panaszkodott, boxba hajtott, ám mivel csapata kommunikációs probléma folytán nem tudott erről, tévedésből a szomszédos, hasonló színösszeállítású Red Bullos szerelők gyűrűjébe érkezett. A félreértés után vissza kellett térnie a pályára, majd nem sokkal később kiállt az abu-dzabi nagydíjról.

#### 2010
A sajtó már 2009 decembere óta tényként kezelte Alguersuari 2010-es szerződését, a hivatalos bejelentésre mégis egészen január 22-éig kellett várni.
A biztató teszteredmények ellenére nem lépett előre az előző évhez képest sem a technika, sem Alguersuari. Az időmérőn - az új csapatok mellett - már a Q1-es periódusban kiesett, a 18. pozícióból a kieséseknek köszönhetően feljött a 13. helyre.
Az ausztrál nagydíjon élete legjobb produkcióját nyújtotta. Több mint 30 körön keresztül eredményesen védte pozícióját a hétszeres világbajnok Michael Schumacherrel szemben. Végül nem sokkal a cél előtt hibázott, így lemaradt a pontszerzésről, ám így is addigi legjobb eredményét érte el a spanyol.
Szepangban felülmúlta előző heti teljesítményét. Előbb a Q2-be kvalifikálta magát, majd egy remek rajttal körökön keresztül maga mögött tartotta a két Ferrarit. A kétkiállásos taktika gyümölcsözött, így a kieséseknek is köszönhetően a 9. helyen intették le, vagyis megszerezte pályafutása első pontjait a Formula–1-ben.

## Eredményei

### Teljes Formula–1-es eredménysorozata
(Táblázat értelmezése)

(Félkövér: pole-pozícióból indult; dőlt: leggyorsabb kört futott) 

| Év   | Csapat     | 1      | 2      | 3      | 4      | 5      | 6      | 7      | 8      | 9      | 10     | 11     | 12     | 13     | 14      | 15     | 16     | 17     | 18     | 19     | Helyezés | Pont |
| ---- | ---------- | ------ | ------ | ------ | ------ | ------ | ------ | ------ | ------ | ------ | ------ | ------ | ------ | ------ | ------- | ------ | ------ | ------ | ------ | ------ | -------- | ---- |
| 2009 | Toro Rosso | AUS    | MAL    | CHN    | BHR    | ESP    | MON    | TUR    | GBR    | GER    | HUN 15 | EUR 16 | BEL Ki | ITA Ki | SIN Ki  | JPN Ki | BRA 14 | UAE Ki |        |        | 24.      | 0    |
| 2010 | Toro Rosso | BHR 13 | AUS 11 | MAL 9  | CHN 13 | ESP 10 | MON 11 | TUR 12 | CAN 12 | EUR 13 | GBR Ki | GER 15 | HUN Ki | BEL 13 | ITA 15  | SIN 12 | JPN 11 | JPN 11 | BRA 11 | UAE 9  | 19.      | 5    |
| 2011 | Toro Rosso | AUS 11 | MAL 14 | CHN Ki | TUR 16 | ESP 16 | MON Ki | CAN 8  | EUR 8  | GBR 10 | GER 12 | HUN 10 | BEL Ki | ITA 7  | SIN 21† | JPN 15 | KOR 7  | IND 8  | UAE 15 | BRA 11 | 14.      | 26   |

† Nem ért célba, de teljesítette a verseny 90%-át, ezért helyezését értékelték.

### Teljes Formula–E eredménylistája
| Év      | Csapat        | 1      | 2     | 3     | 4     | 5      | 6     | 7      | 8      | 9      | 10   | 11   | Helyezés | Pont |
| ------- | ------------- | ------ | ----- | ----- | ----- | ------ | ----- | ------ | ------ | ------ | ---- | ---- | -------- | ---- |
| 2014–15 | Virgin Racing | BEI 11 | PUT 9 | PDE 5 | BUE 4 | MIA 11 | LBH 8 | MON Ki | BER 12 | MOS 13 | LON1 | LON2 | 13.      | 30   |

## Külső hivatkozások
- Jaime Alguersuari hivatalos honlapja